# Wohn- und Geschäftshaus Hafenstraße 6

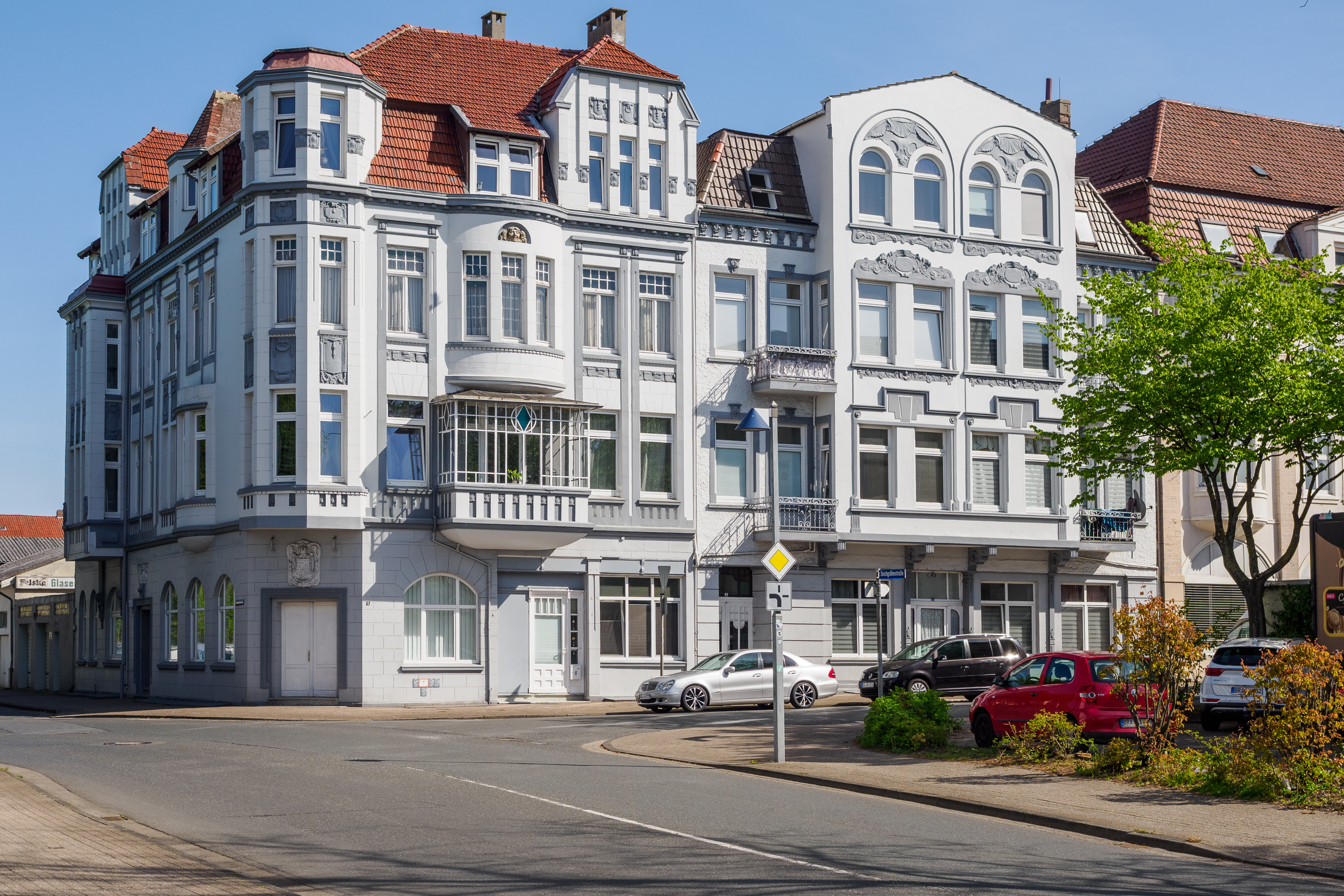
Hafenstrasse 6 (links) und 4 (rechts) in Nordenham

Das Wohn- und Geschäftshaus Hafenstraße 6, Ecke Deichgräfenstraße, im niedersächsischen Nordenham im Landkreis Wesermarsch stammt wohl vom Anfang des 20. Jahrhunderts.

Aktuell (2023) wird es als Wohn- und Geschäftshaus genutzt.
Das Gebäude steht unter Denkmalschutz (siehe auch Liste der Baudenkmale in Nordenham).

## Beschreibung
Das dreigeschossige traufständige verputzte, sehr differenzierte Eckgebäude, mit Mansarddach, dem markanten viergeschossigen oktogonalen erkerhaften Ecktürmchen, den weiteren drei Erkern und drei Dachhäusern und mehreren Gauben sowie einem kräftigen Traufgesims als Konsolenfries, den gestalteten Brüstungen am Türmchen und den zwei Wappen am farblich abgesetzten Erdgeschoss, wurde wohl um 1900 gebaut.
Das Landesdenkmalamt befand zur Bedeutung: „geschichtlich, wissenschaftlich, städtebaulich“.